# Ikurangi
Ikurangi är ett berg i Cooköarna (Nya Zeeland). Det ligger i den centrala delen av landet. Toppen på Ikurangi är 485 meter över havet. Ikurangi ligger på ön Rarotonga.
Närmaste större samhälle är Avarua, 2,0 km nordväst om Ikurangi. I omgivningarna runt Ikurangi växer i huvudsak städsegrön lövskog.